# مهدی محمدی (بازیکن فوتبال زادهٔ ۱۳۷۰)
مهدی محمدی (زادهٔ ۲۲ بهمن ۱۳۷۰) بازیکن فوتبال اهل ایران است که در پست مدافع برای باشگاه فوتبال شمس‌آذر در لیگ برتر خلیج فارس بازی میکند.

## دوران باشگاهی
وی سابقه بازی در تیم های کاسپین قزوین، شهرداری همدان، نود ارومیه و شمس‌آذر را نیز دارد.